# Cid Corman
Cid Sidney Corman, född 29 juni 1924, död 12 mars 2004, var en amerikansk poet, även verksam som översättare, förläggare och redaktör för tidskriften Origin. Från 1958 var Corman huvudsakligen bosatt i Kyoto, Japan. Hans genombrott kom med diktsamlingen Sun rock man (1962).

## Böcker (på svenska)
Det finns bara en dikt (översättning av Görgen Antonsson, Ellerströms, 2007)